# 野口泰弘
野口 泰弘（のぐち やすひろ、1946年4月25日 - 2023年11月29日）は、日本の元バレーボール選手。1972年ミュンヘンオリンピックバレーボール男子金メダリスト。大阪府出身。
2023年11月29日、腎不全のため死去。77歳没。

## 球歴・受賞歴
- 全日本代表としての主な国際大会出場歴
  - オリンピック - 1972年